# Université catholique de Petrópolis
L'université catholique de Petrópolis (en portugais: Universidade Católica de Petrópolis, ou UCP) est une université catholique située dans la ville de Petrópolis au Brésil. Elle a été fondée en 1953. L'université a obtenu le score le plus élevé de l'État lors de l'évaluation du National Student Performance Examination (ENADE) pour le cours de Kinésithérapie et le troisième score le plus élevé dans le cours de Biomédecine, étant l'université privée la mieux évaluée de l'État. Le cours de Droit est l'un des seuls recommandés par l'Association du barreau brésilien (OAB) dans la région,.

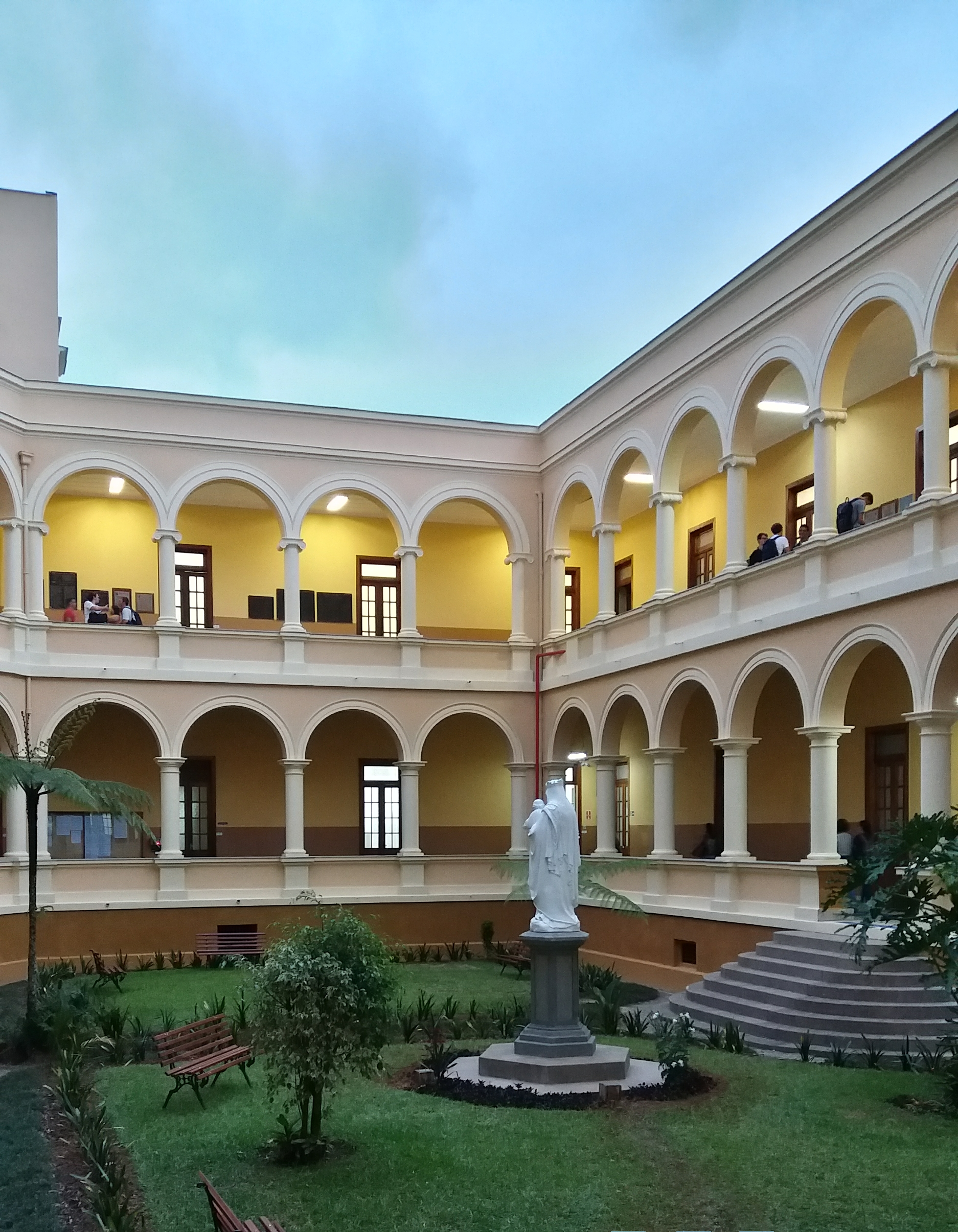
Campus BC